# Psychiatrie de liaison
La psychiatrie de liaison, aussi connue comme psychiatrie consultative et psychiatrie de consultation-liaison, est une branche de la psychiatrie qui se situe à l'interface entre la médecine générale et la psychiatrie ; c'est une pratique généralement hospitalière ou qui se trouve au sein d'un établissement médical. Le rôle du psychiatre de liaison est de voir des patients avec comorbidités, à la demande d'un médecin traitant, d'un chirurgien, ou de l'équipe. La psychiatrie de liaison a des zones de chevauchement avec d'autres disciplines, notamment la médecine psychosomatique, la psychologie de la santé et la neuropsychiatrie.

## Fonction
La psychiatrie de liaison offre généralement ses services aux patients issus de médecine générale hospitalière, aux patients hospitalisés, aux patients ambulatoires ou du service des urgences. Les renvois sont effectués lorsque le médecin traitant de l'équipe se pose des questions au sujet de la santé mentale d'un patient, et sur ses éventuelles conséquences concernant les soins et les traitements prescrits. Les problématiques fréquentes incluent :
- Les patients ayant des conditions médicales résultant de symptômes psychiatriques ou comportementaux, tels que le syndrome confusionnel.
- Le soutien pour s'occuper de patients ayant des troubles mentaux.
- Contribuer à l'évaluation de la capacité d'un patient de consentir à un traitement.
- Les patients signalant des symptômes physiques comme résultat d'un trouble mental, ou les patients souffrant de symptômes physiques médicalement inexpliqués.
- Les patients qui n'ont pas de trouble psychiatrique, mais qui sont en situation de détresse, liée à leurs problèmes de santé.
- Les patients ayant fait une tentative de suicide ou d'automutilation.
- Aider au diagnostic, au traitement et à l'évaluation fonctionnelle de personnes atteintes de démence, notamment des conseils sur la planification et la nécessité des soins de longue durée.

L'équipe psychiatrique est « en liaison » avec de nombreux autres services, notamment l'équipe qui traite le patient, d'autres services de santé mentale, des services sociaux et des services communautaires. L'extension de la psychiatrie de liaison aux soins primaires est de plus en plus pratiquée, notamment pour la gestion à long terme des conditions médicales telles que le diabète sucré.

## Efficacité de la psychiatrie de liaison
Une évaluation du modèle de psychiatrie de liaison Rapid Assessment, Interface and Discharge (RAID) (employé par l'hôpital de Birmingham) estime que le service a enregistré entre 43 et 64 lits par jour, grâce à la réduction des durées de séjour et à la prévention de la réadmission. En 2011, le Centre pour la Santé Mentale a publié une évaluation économique du service, estimant des économies de l'ordre de 3,5 millions de livre sterling. Elle a été suivie en 2012 par la publication d'un rapport recommandant que chaque hôpital NHS devrait disposer d'un service de psychiatrie de liaison.

## Histoire
L'histoire de la psychiatrie de liaison concerne l'histoire de la psychiatrie et celle de la médecine. Claude Galien est un personnage très influent en médecine, depuis plus de 1500 ans, en particulier pour sa défendre de l'usage de l'expérimentation pour faire progresser les connaissances. Le médecin polymathe Avicenne a apporté de nombreuses idées en médecine, mais il n'est devenu influent dans la médecine occidentale, que lorsque William Harvey a expliqué le mécanisme de l'appareil circulatoire, ce qui a forcé une ré-évaluation du travail de Galien. Ensuite, le philosophe français René Descartes a entamé le débat de la vision dualiste du corps et de l'esprit. L'origine du terme « maladie psychosomatique» est attribuée à Johann Christian August Heinroth. Au début du 19e siècle, Johann Christian Reil a créé le terme «  psychiatrie », tandis que le polymathe Benjamin Rush a écrit Diseases of the Mind. Le concept de la conation du philosophe Spinoza, le développement du concept de l'hypnose par Franz-Anton Mesmer, ainsi que le perfectionnement de cette technique, initialement instaurée par Charcot, a influencé Sigmund Freud dont le développement de la théorie psychanalytique a joué un rôle majeur dans le développement de la psychiatrie de liaison. Sous la direction d'Alan Gregg, la psychanalyse a eu une influence sur la médecine hospitalière à travers des figures telles que Franz Alexander, Stanley Cobb et Félix Deutsch.
Edward Billings a été le premier a employer le terme « psychiatrie de liaison ». La publication de deux textes : A Handbook of Elementary Psychobiology and Psychiatry, par Billings, et Psychosomatic Medicine, par Edward Weiss et O Spurgeon English, a décrit les fondements théoriques pour le développement de ce champ. George Engel est considéré comme l'une des figures les plus importantes dans le développement de la psychiatrie de liaison, et il a inventé le terme « modèle biopsychosocial » qui a permis de surmonter les divisions créées par le dualisme cartésien, et qui a eu des répercussions sur la pratique de la psychiatrie[citation nécessaire].

## Royaume-Uni
La faculté de psychiatrie de liaison a été créée au sein de l'université royale des psychiatres en 1997. La European Association for Consultation Liaison Psychiatry and Psychosomatics a également produit une série de lignes directrices pour la formation à la psychiatrie de liaison. L'Association américaine de psychiatrie a officiellement reconnue la psychiatrie de liaison-consultation en tant que sous-spécialité en 2004, avec son propre conseil d'administration. Les professionnel-le-s ont débattu sur le meilleur terme pour cette spécialité, et un consensus a été trouvé pour : «  médecine psychosomatique ».
Un sondage pour NHS England, en 2015, a trouvé que 133 services d'urgence, de psychiatrie de liaison, sur 179, ne pouvaient pas assurer les conditions minimum standard 24/7. 11 hôpitaux n'avaient pas de service de psychiatrie de liaison, et seulement 35 s'établissaient selon les normes minimales requises. Il y avait également une pénurie de 1 270 infirmières et de 230 consultants qualifiés.